# Марко Негрі
Марко Негрі (італ. Marco Negri, нар. 27 жовтня 1970, Мілан) — італійський футболіст, знаний виступами за шотландський «Рейнджерс».

## Біографія
«Рейнджерс» купили Марко Пауло Негрі у «Перуджі» за £3,5 мільйони у 1997 році. Клуб отримав миттєву віддачу, коли Негрі забив 23 голи у перших 10 іграх. Негрі дуже легко завоював титул найкращого бомбардира чемпіонату в тому сезоні з 32 голами в активі. Його забивній активності було покладено край після серйозної травми ока, отриманої під час матчу в сквош з одноклубником Серджо Порріні. Приступивши до тренувань після лікування у Марко почалися ускладнення. Тому після першого вдалого сезону Негрі провів лише 3 гри за команду. 1999 року Рейнджерс» віддали його в оренду до «Віченци», але невдовзі нападник повернувся на «Айброкс» травмований. Зрештою він був проданий в «Болонью» у лютому 2001 року.
Завершив професійну ігрову кар'єру у клубі «Перуджа», за команду якого виступав впродовж 2004—2005 років.

## Титули та досягнення
- Чемпіонат Шотландії
  - Срібний призер (1): 1997-98